# Copidosoma graminis
Copidosoma graminis är en stekelart som beskrevs av John S. Noyes 1989. Copidosoma graminis ingår i släktet Copidosoma och familjen sköldlussteklar. Inga underarter finns listade i Catalogue of Life.